# 平龙胆
平龙胆（学名：Gentiana depressa）为龙胆科龙胆属的植物。分布于西藏等地，生长于海拔3,000米至4,450米的地区，一般生于山坡，目前尚未由人工引种栽培。